# مارگاریتا موسسیان
مارگاریتا موسسیان (ارمنی: Մարգարիտա Մովսեսյան؛  ۲۳ ژوئن ۱۹۹۰) یک بازیگر اهل ارمنستان است. وی از سال میلادی تاکنون مشغول فعالیت بوده‌است.

## زندگی‌نامه
وی در ۲۳ ژوئن ۱۹۹۰ در تفلیس به دنیا آمد و از انستیتو نمایشی بوریس شچوکین (۲۰۱۳) فارغ‌التحصیل شد. وی در تئاتر درماتیک استانیسلاوسکی مسکو فعالیت می‌کند. 

## یادداشت
1. ↑  Բորիս Շչուկինի անվան թատերական ինստիտուտ
2. ↑  Մոսկվայի Կ. Ստանիսլավսկու անվան դրամատիկական թատրոն